# Roze grasknotsje
Het roze grasknotsje (Typhula incarnata) is een schimmel behorend tot de familie Typhulaceae. Deze biotrofe parasiet komt voor op wortelstokken van grassen in graslanden en akkers.

## Kenmerken
Tekenen van de ziekteverwekker kunnen in de lente worden waargenomen als cirkelvormige grijsbruine vlekken, ongeveer 15 cm in diameter, van mycelium. T. incarnata kan worden onderscheiden van T. ishkikariensis door zijn sclerotia. T. incarnata heeft roodbruine sclerotia met een diameter van 1,5 tot 3 mm, terwijl T. iskikariensis zwarte sclerotia heeft met een diameter van 0,5 tot 1,5 mm.

## Levenscyclus
Door de koele (-1 tot -13 °C) en vochtige omstandigheden van de herfst kan Typhula incarnata beginnen met het produceren van sclerotia. Jonge sclerotia van T. incarnata beginnen witachtig roze van kleur en rijpen uiteindelijk uit tot harde roodbruine bollen met een diameter van ongeveer 5 mm. Volwassen sclerotia zullen sporendragende structuren produceren die bekend staan als clavula, waar zich basidia en basidiosporen kunnen vormen. Tijdens de winter beginnen de sclerotia te ontkiemen en mycelium te produceren onder een sneeuwdek. Het mycelium verspreidt zich uiteindelijk, produceert infectiekussens en dringt door in plantenweefsel. Om een ernstige uitbraak van een ziekte te laten plaatsvinden, moet er een aanhoudend sneeuwdek zijn, maar er zijn een paar gevallen geweest waarin er een uitbraak heeft plaatsgevonden met weinig tot geen sneeuw. In het voorjaar, als de sneeuw smelt, zijn sclerotia en grijze mycelia te zien op dood plantenweefsel. Als het plantenweefsel begint af te breken, vallen sclerotia op de grond waar ze overwinteren. Gedurende de zomer hebben schimmels de neiging om de sclerotia van T. incarnata te besmetten, waardoor de kiemkracht tot 90% wordt verlaagd.

## Ecologie
Typhula incarnata ontwikkelt zich wanneer een langdurig sneeuwdek (ongeveer 60 dagen) op een niet-bevroren grond ligt waar de bodemtemperatuur boven het vriespunt ligt (-1 tot 4,4 °C). T. incarnata ontwikkelt zich meestal niet als de grond bevriest voordat de sneeuw zich ophoopt.
Sneeuwschimmels zijn opportunistische pathogenen, wat betekent dat ze alleen pathogeen worden als de immuniteit van de gastheer laag is. In de winter hebben planten meestal weinig weerstand tegen ziekten omdat hun koolhydraatreserves laag zijn. Deze verzwakte immuunrespons, samen met weinig concurrentie van andere micro-organismen, geeft sneeuwschimmels de perfecte gelegenheid om hun gastheer te infecteren.
Koudetolerantie is een van de belangrijkste kenmerken van sneeuwschimmels. T. incarnata en andere soorten grijze sneeuwschimmels overleven de winter door extracellulaire antivrieseiwitten te produceren. Deze antivries-eiwitten veroorzaken thermische hysterie. Thermische hysterie is de toevoer van warmte aan een materiaal met een snelheid die verschilt van de evenwichtssnelheid. Antivrieseiwitten binden zich aan ijskristallen en creëren gekromde ijsfronten die energetisch ongunstig zijn voor de verdere opname van water. Hierdoor vormen zich geen ijskristallen.

## Verspreiding
In Nederland komt het roze grasknotsje zeldzaam voor. Het staat op de rode lijst in de categorie 'Enstig Bedreigd'.